# 十字絞

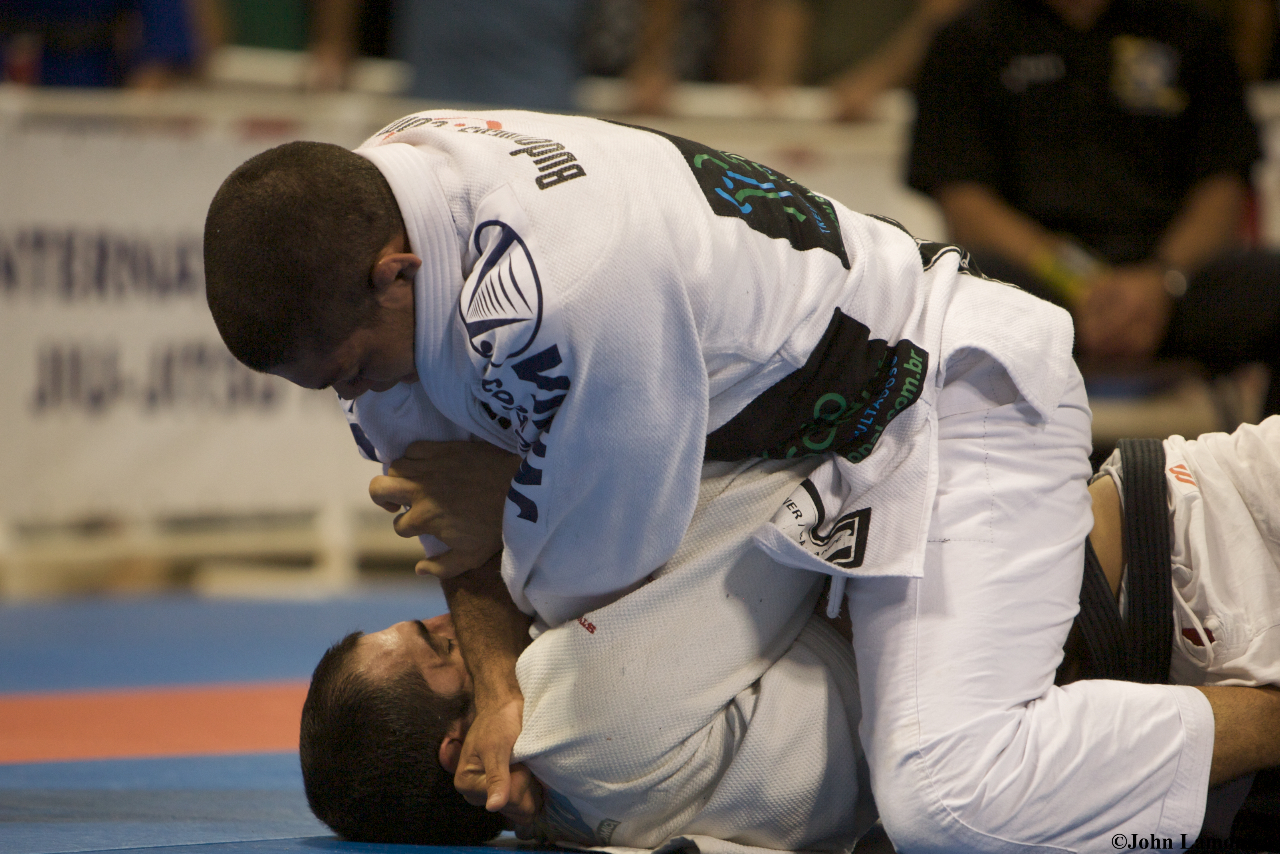
2008世界柔術選手権大会で十字絞を試みるアンドリア・ガウバオ

十字絞、十字絞め（じゅうじじめ）は、柔道の絞技で、腕を十字にして、相手の頸部を絞める技の総称である。

## 概要
以下の3種類が存在し、および類似の技や派生技も記載する。
- 並十字絞
並十字絞は腕を十字にして、両手の甲が上になる様に、相手の両襟を掴んで、前腕で相手の頸部を絞める技。
- 逆十字絞
逆十字絞は腕を十字にして、両手の平が上になる様に、相手の両襟を掴んで、前腕で相手の頸部を絞める技。
- 片十字絞
片十字絞は腕を十字にして、片方の手が順手、もう片方の手が逆手になる様に、相手の両襟を掴んで、前腕で相手の頸部を絞める技。

以下の2種類に分ける分類もある。
- 前絞
前絞（まえじめ）[1]は相手の前方からの十字絞。ほとんどの十字絞は前絞である。
- 後十字絞
後十字絞（うしろじゅうじじめ）は相手の背後から仕掛ける十字絞である。古流柔術界や講道館が固め技の分類を制定した昭和60年以前の柔道界では袖車絞（そでぐるまじめ）、袖車（そでぐるま）と呼ぶのが一般的である。書籍『高専柔道の真髄』では並十字絞での後十字絞が紹介されている[2]。また、書籍『柔道 固技教本』（著小室宏二）では片十字絞での後十字絞が紹介されている[3]。柔道界では後十字絞は昭和60年以降、十字絞あつかいされ、袖車絞は別の形態の絞め技を指すようになった。別名襟車絞（えりぐるまじめ）[4]。